# Megan Woods

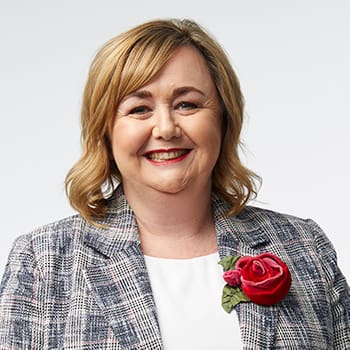
Megan Woods (2020)

Megan Woods (* 4. November 1973) ist eine neuseeländische Politikerin der New Zealand Labour Party. Seit 2011 ist sie Mitglied des neuseeländischen Parlaments, im Jahr 2017 wurde sie Ministerin im Kabinett Ardern I.

## Leben
Woods hält einen Doktortitel in neuseeländischer Geschichte von der University of Canterbury.

## Karriere in der Politik
Von 1999 bis 2007 war sie Mitglied in der Jim Anderton’s Progressive, danach wechselte sie zur Labour Party.
Bei der Parlamentswahl 2011 zog Woods erstmals in das neuseeländische Parlament ein. Sie vertritt dort seit November 2011 den Wahlkreis Wigram, einen Vorort von Christchurch. Nach der Wahl 2017 wurde sie am 26. Oktober 2017 zur Ministerin in der Regierung unter Jacinda Ardern ernannt. Sie ist für Energie, Ressourcen, Forschung, Wissenschaft und Innovation sowie seit Juni 2019 auch für den Bereich Wohnen zuständig. Des Weiteren war sie nach dem Terroranschlag auf zwei Moscheen in Christchurch für die Antwort der Regierung zuständig.
Bei der Parlamentswahl 2020 fungierte sie als Wahlkampfmanagerin ihrer Partei. Anschließend wurde sie erneut Ministerin für die Bereiche Energie und Wohnen.

### Ministerämter in der Regierung Ardern
Ministerämter im 1. Kabinett von Jacinda Ardern:
| Minister                                       | vom              | bis              |
| ---------------------------------------------- | ---------------- | ---------------- |
| Minister for Earthquake Commission             | 26. Oktober 2017 | 28. Juni 2019    |
| Minister for Energy and Resources              | 26. Oktober 2017 | 6. November 2020 |
| Minister for Greater Christchurch Regeneration | 26. Oktober 2017 | 6. November 2020 |
| Minister for Research, Science and Innovation  | 26. Oktober 2017 | 6. November 2020 |
| Minister for Government Digital Services       | 24. August 2018  | 28. Juni 2019    |
| Minister for Housing                           | 28. Juni 2019    | 6. November 2020 |

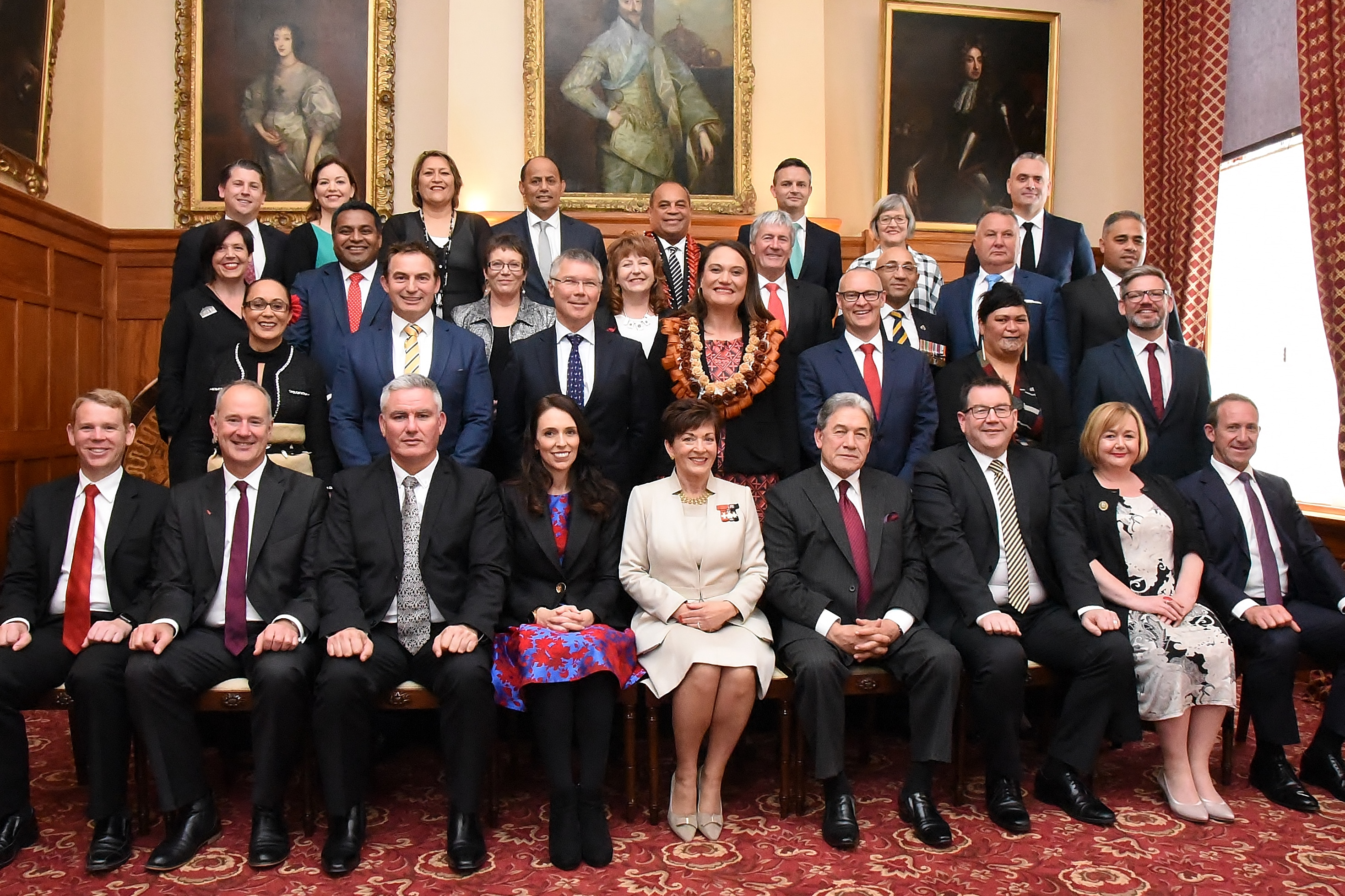
Megan Woods (2017)
2. von rechts in der ersten Reihe

Ministerämter im 2. Kabinett von Jacinda Ardern:

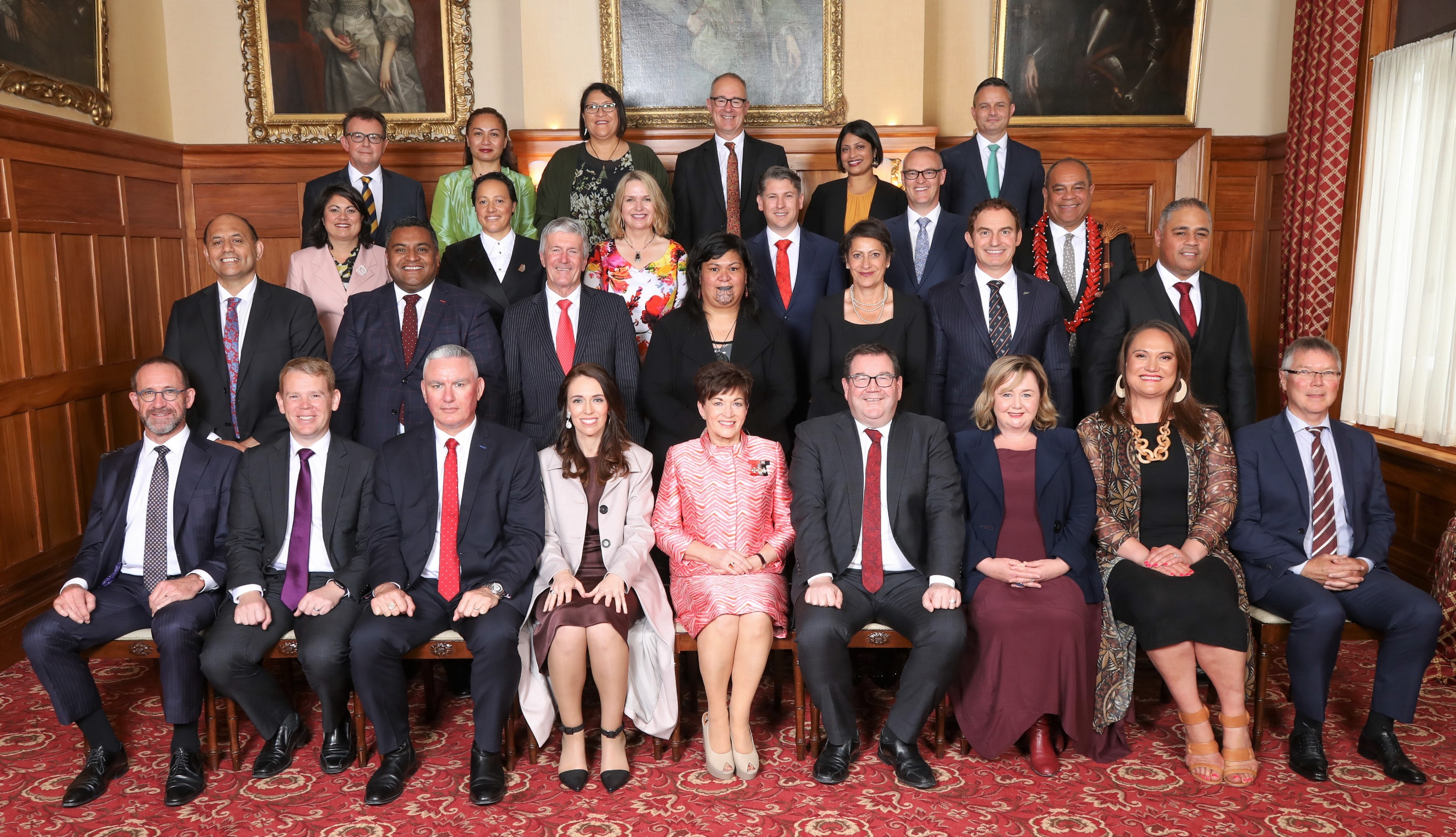
Megan Woods (2020)
3. von rechts in der ersten Reihe

| Minister                                      | vom              | bis             |
| --------------------------------------------- | ---------------- | --------------- |
| Minister for Research, Science and Innovation | 6. November 2020 | 14. Juni 2022   |
| Minister for Energy and Resources             | 6. November 2020 | 25. Januar 2023 |
| Minister for Housing                          | 6. November 2020 | 25. Januar 2023 |
| Associate Minister for Finance                | 6. November 2020 | 25. Januar 2023 |
| Minister for Building and Construction        | 14. Juni 2022    | 25. Januar 2023 |

### Ministerämter in der Regierung Hipkins
Mit dem Rücktritt von Jacinda Ardern als Premierministerin in der laufenden Legislaturperiode und der Übernahme des Amtes durch ihren Parteikollegen Chris Hipkins am 25. Januar 2023, musste Woods im Kabinett Hipkins ein Ministeramt abgeben.
| Minister                                        | vom             | bis               |
| ----------------------------------------------- | --------------- | ----------------- |
| Minister of Housing                             | 25. Januar 2023 | 27. November 2023 |
| Minister of Energy and Resources                | 25. Januar 2023 | 27. November 2023 |
| Minister for Building and Construction          | 25. Januar 2023 | 27. November 2023 |
| Associate Minister of Finance (Māori Education) | 25. Januar 2023 | 27. November 2023 |
| Minister for Infrastructure                     | 1. Februar 2023 | 27. November 2023 |
| Acting Minister of Police                       | 15. März 2023   | 20. März 2023     |
| Acting Minister for Economic Development        | 28. März 2023   | 27. November 2023 |
| Acting Minister for Forestry                    | 28. März 2023   | 27. November 2023 |

Quellen: Department of the Prime Minister and Cabinet New Zealand Parliament
Mit der nachfolgenden regulären Parlamentswahl, die am 14. Oktober 2023 stattfand, verlor die Labour Party ihre Regierungsmehrheit an die New Zealand National Party. Ihren Wahlkreis Wigram konnte sie mit einer einfachen Mehrheit von knapp 39 % der abgegebenen Stimmen gewinnen.